# Minilimosina intercepta
Minilimosina intercepta är en tvåvingeart som beskrevs av Marshall 1985. Minilimosina intercepta ingår i släktet Minilimosina och familjen hoppflugor. Inga underarter finns listade i Catalogue of Life.